# سیارک ۲۷۳۵۴
سیارک ۲۷۳۵۴ (به انگلیسی: 27354 Stiklaitis، نامگذاری:2000DG75)۲۷۳۵۴مین سیارک کشف شده‌است که در ۲۹ فوریه ۲۰۰۰ کشف شد.